# Binnenpolder (Zwammerdam)
De Binnenpolder is een polder en een voormalig waterschap in de Nederlandse provincie Zuid-Holland, in de gemeente Zwammerdam (Alphen aan den Rijn). De polder stond ook bekend als de Dampolder.
Het waterschap was verantwoordelijk voor de vervening, drooglegging en de waterhuishouding in het gebied.
Ten westen grenst het aan de polder Steekt, in het zuiden aan de polder Reeuwijk.